# 绿盘菌绿色素
绿盘菌绿色素，是一种醌类色素，为二聚萘醌衍生物。自然界中由绿杯盘菌属真菌产生，并且木头受该真菌影响可被绿盘菌绿色素染成绿色。

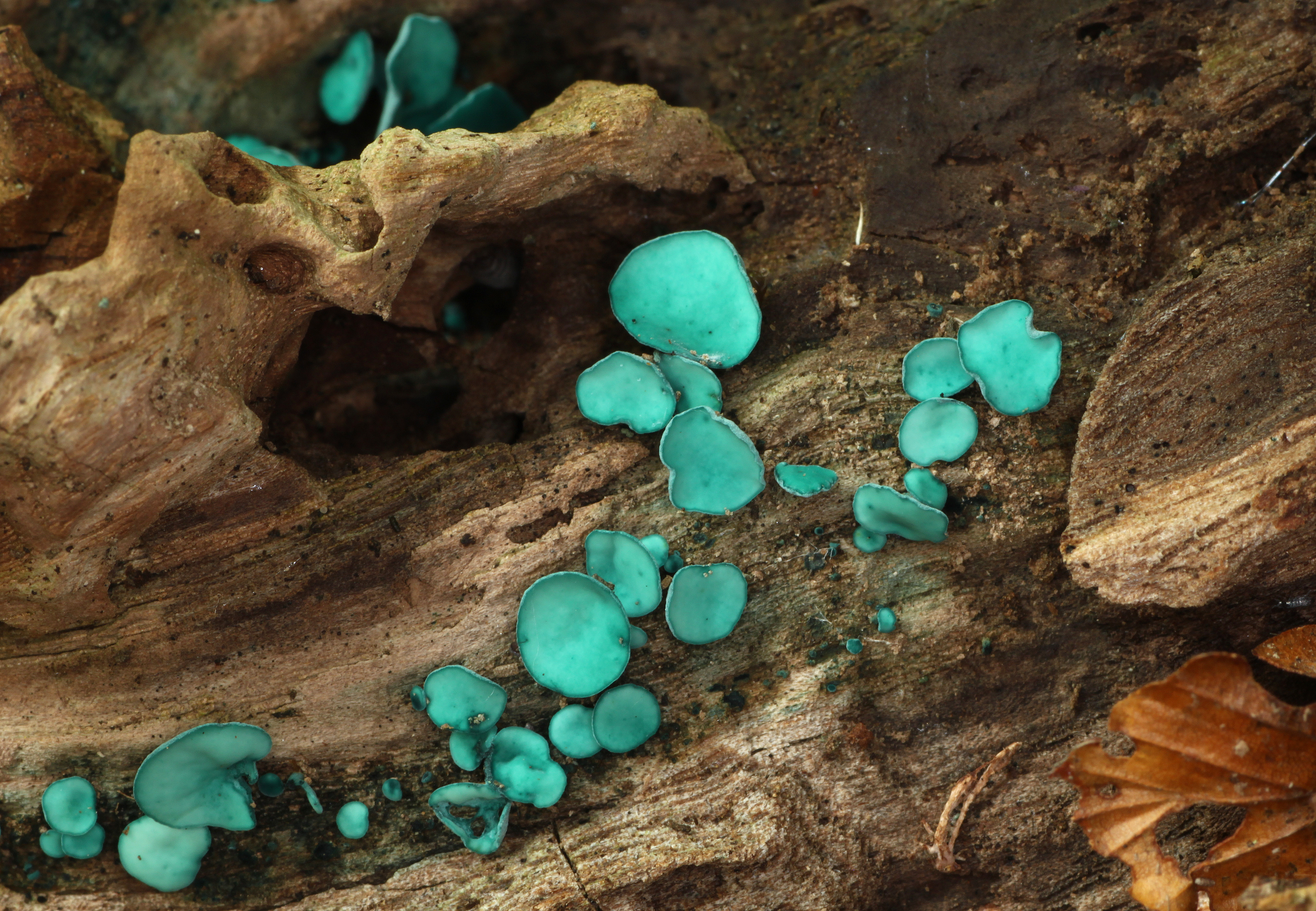
绿杯盘菌

绿盘菌绿色素由Paul Thénard 于1868年在木头中提取得到，其形状类似靛蓝，于是命名为xylindéine，由词根xyl-（木）、indé（靛蓝）和代表化学物质的后缀-ine组成。